# George London
George London, vero nome George Burnstein (Montréal, 30 maggio 1920 – New York, 24 marzo 1985), è stato un basso-baritono canadese.
Dopo aver fatto molti concerti con il tenore Mario Lanza e il soprano Francesca Yeend come parte del Bel Canto Trio nel 1947-48, London è stato assunto dalla Staatsoper di Vienna, con il quale ha segnato il suo primo grande successo nel 1949 poi ha debuttato con la Metropolitan Opera di New York, nel 1951. 
Nel corso della sua carriera, nel 1956, apparve come Scarpia nella versione ridotta del II atto della Tosca, di fronte a Maria Callas, condotta da Dimitri Mitropoulos.
Nel 1971, London ha stabilito il George London Foundation per i cantanti, che fornisce sovvenzioni a favore di giovani cantanti lirici nelle prime fasi della loro carriera. Dal 1975 al 1980 è stato direttore generale della Washington Opera (più tardi il Washington National Opera).